# Нова-Эуропа
Нова-Эуропа (порт. Nova Europa) — муниципалитет в Бразилии, входит в штат Сан-Паулу. Составная часть мезорегиона Араракара. Входит в экономико-статистический микрорегион Араракуара. Население составляет 8731 человек на 2006 год. Занимает площадь 160,876 км². Плотность населения — 54,3 чел./км².
Праздник города — 12 января.

## История
Город основан в 1907 году.

## Статистика
- Валовой внутренний продукт на 2003 составляет 108 738 485,00 реалов (данные: Бразильский институт географии и статистики).
- Валовой внутренний продукт на душу населения на 2003 составляет 13 461,07 реала (данные: Бразильский институт географии и статистики).
- Индекс развития человеческого потенциала на 2000 составляет 0,791 (данные: Программа развития ООН).

## География
Климат местности: тропический. В соответствии с классификацией Кёппена, климат относится к категории Aw.